# Anastasia Iamachkine
Anastasia Iamachkine (* 12. September 2000 in Lima) ist eine peruanische Tennisspielerin.

## Karriere
Iamachkine begann mit fünf Jahren das Tennisspielen und bevorzugt Hartplätze. Sie spielt vorrangig auf der ITF Women’s World Tennis Tour, wo sie bislang vier Doppeltitel gewinnen konnte.
Bei den Südamerikaspielen 2018 erreichte sie mit ihrer Partnerin Dominique Schaefer im Damendoppel das Viertelfinale.
Bei den Panamerikanischen Spielen 2019 schied sie im Dameneinzel bereits in der ersten Runde gegen die US-Amerikanerin Usue Maitane Arconada mit 1:6 und 0:6 aus. Im Mixed gewann sie mit ihrem Partner Sergio Galdós die Bronzemedaille.
Im Jahr 2016 spielte Iamachkine erstmals für die peruanische Fed-Cup-Mannschaft; ihre Bilanz weist bislang 16 Siege bei 8 Niederlagen aus.

## Turniersiege

### Doppel
| Nr. | Datum             | Turnier       | Kategorie | Belag   | Partnerin              | Finalgegnerinnen                                    | Ergebnis  |
| --- | ----------------- | ------------- | --------- | ------- | ---------------------- | --------------------------------------------------- | --------- |
| 1.  | 12. November 2022 | Lima          | ITF W15   | Sand    | Lucciana Pérez Alarcón | Romina Ccuno Maria Torres Murcia                    | 6:2, 6:4  |
| 2.  | 26. November 2022 | Mar del Plata | ITF W15   | Sand    | Ana Candiotto          | Luciana Blatter Josefina Estévez                    | 6:3, 6:3  |
| 1.  | 3. Dezember 2022  | Buenos Aires  | ITF W15   | Sand    | Fernanda Astete        | Marian Gomez Pezuela Cano Maria Victoria Marchesini | 7:5, 6:4  |
| 4.  | 15. Juli 2023     | Don Benito    | ITF W25   | Teppich | María Herazo González  | Lucía Cortez Llorca Olga Parres Azcoitia            | 7:68, 6:3 |